# William Wade Harris
William Wade Harris (1860-1929) est un évangéliste grebo, originaire du Liberia. Ses parents, d’ethnie grebo et de culte animiste, l’envoient à l'âge de 16 ans à l’école méthodiste épiscopalienne présidée par le révérend Jesse Lavry. Celui-ci le prend sous sa tutelle, le baptise et lui apprend à lire et à écrire en anglais et en grebo.

## Harris et l’Église catholique
Aux alentours des années 1913-1914, les missionnaires catholiques dénoncèrent le prophète William Wadé Harris, le présentant comme un charlatan qui exécutait un "complot protestant" contre la mission. 

## L’expatriation en Côte d’Ivoire
C'est lors de son incarcération en 1912 pour des raisons politiques que William aurait été visité par l'ange Gabriel, lui demandant d'évangéliser ses frères. Après sa libération, il s'expatria en Côte d'Ivoire. Là où il est également en prisonnier dans la prison de San-Pedro, sa prédication connut un grand succès. Il sera expulsé vers le Liberia en avril 1915 par le gouverneur français de Côte d'Ivoire

## La vocation du prophète Harris
Au cours de trois apparitions lors de son incarcération en 1912, l'ange lui a dit qu'il devait être prophète des temps derniers. Pour ce faire, il aurait besoin de porter une robe blanche et d'abandonner ses vêtements civilisés y compris ses chaussures en cuir verni. il aurait besoin également de détruire les fétiches à commencer par les siens et il devait prêcher le baptême chrétien. 

## La doctrine de William Wade Harris
Dans la doctrine originelle de Harris, la Bible, qu'il connaissait parfaitement, jouait un rôle essentiel (abandon des fétiches, obéissance à la loi mosaïque, obligation du baptême) ; l'Ancien Testament était considéré comme un miroir de l'Afrique (tolérance envers la polygamie, tradition orale, importance des songes divinatoires et des guérisons spirituelles). Les fidèles croyaient que, grâce à l'intercession de Harris, ils obtiendraient autant de richesses que les Européens